# Raphidophyceae
Classe
Synonymes
- Raphidophyta
- Chloromonadophyceae

Ordres de rang inférieur
- Chattonellaceae
- Vacuolariaceae

Les Raphidophyceae, ou Raphidophytes, sont une classe de microalgues eucaryotes dont les espèces occupent à la fois le milieu marin et les eaux douces. Ce sont des organismes unicellulaires à grandes cellules — de 50 à 100 µm — sans paroi cellulaire. Elles possèdent une paire de flagelles issues de la même invagination de la membrane plasmique formant une gouttière unique, ainsi que des chloroplastes ellipsoïdaux contenant de la chlorophylle a, de la chlorophylle c1 et de la chlorophylle c2, avec des pigments photosynthétiques complémentaires tels que le β-carotène et la diadinoxanthine. Contrairement aux autres Stramenopiles, elles ne possèdent pas le stigma caractéristique de cette division.
Parmi les raphidocytes, celles du genre Gonyostomum sont communes dans les tourbières et les lacs dystrophiques de par le monde, où elles peuvent survivre à l'état de cyste dans des conditions très défavorables à la vie. Vacuolaria virescens s'entoure ainsi d'une gangue gélatineuse qui la protège et peut abriter des bactéries. Fibrocapsa japonica est une espèce découverte en 1973 dans les eaux côtières du Japon, où elle produit des neurotoxines qui peuvent être mortelles pour de nombreuses espèces de poissons et dont la prolifération est susceptible d'engendrer de lourdes pertes économiques pour l'industrie de la pêche japonaise. Certaines espèces du genre marin Chattonella peuvent également produire des toxines dangereuses pour les poissons.

## Liste des ordres
Selon AlgaeBase (24 février 2022) :
- ordre des Chattonellales J.Throndsen
- sous-classe des Raphopoda Cavalier-Smith
  - ordre des Actinophryida Hartmann
  - ordre des Commatiida Cavalier-Smith
- ordre des Raphidophyceae incertae sedis

Selon World Register of Marine Species (24 février 2022) :
- ordre des Chattonellales
- ordre des Commatiida
- ordre des Raphidomonadales
- ordre des Raphidophyceae incertae sedis (nom provisoire)